# Puchar Europy w Biegu na 10 000 metrów 2005
9. Puchar Europy w Biegu na 10 000 metrów – zawody lekkoatletyczne, które odbyły się 2 kwietnia 2005 w Barakaldo.

## Rezultaty

### Mężczyźni
| Konkurencja   | 1. miejsce             | Rezultat           | 2. miejsce        | Rezultat            | 3. miejsce      | Rezultat            |
| ------------- | ---------------------- | ------------------ | ----------------- | ------------------- | --------------- | ------------------- |
| Indywidualnie | Juan Carlos de la Ossa | 27:27,80           | Carles Castillejo | 28:06,88            | Ricardo Serrano | 28:19,20            |
| Drużynowo     | Hiszpania              | 1:23:53,88 (6 pkt) | Portugalia        | 1:27:04,86 (30 pkt) | Niemcy          | 1:28:32,82 (44 pkt) |

### Kobiety
| Konkurencja   | 1. miejsce          | Rezultat            | 2. miejsce       | Rezultat            | 3. miejsce        | Rezultat |
| ------------- | ------------------- | ------------------- | ---------------- | ------------------- | ----------------- | -------- |
| Indywidualnie | Sabrina Mockenhaupt | 31:21.28            | Fernanda Ribeiro | 32:03,22            | Wiktorija Klimina | 32:04,57 |
| Drużynowo     | Portugalia          | 1:38:36,35 (17 pkt) | Hiszpania        | 1:40:20,45 (26 pkt) | N/A               | N/A      |